# Gabriel Buades
Gabriel Buades i Pons (Inca, Baleares, 6 de mayo de 1903 - ibídem, 2 de julio de 1938) fue un obrero anarquista y pacifista mallorquín, ejecutado víctima de la represión en la zona franquista durante la Guerra Civil.

## Biografía
Comenzó a trabajar a los once años, primero como aprendiz de carpintero y después de zapatero, oficio este último que continuó realizando toda su vida. Desde muy joven se interesó por el anarcosindicalismo y se suscribió en 1921 a la revista Cultura Obrera y al diario Avance. Bajo la represión de la dictadura de Primo de Rivera se exilió en París donde trabajó en la zapatería de la familia Llobera y Pons y conoció a su futura esposa.
Con la proclamación de la Segunda República en 1931 regresó a su localidad natal y continuó trabajando como zapatero. Colaboró en la revista Cultura Obrera donde trató temas como la situación de los trabajadores, el paro, la denuncia del poder, la revolución social y la importancia de la cultura. En 1934 fundó el Ateneo Popular de Inca. En julio de 1936, al triunfar en Mallorca el golpe de Estado que dio inicio a la Guerra Civil, fue detenido y encarcelado por las fuerzas sublevadas; también lo fueron sus dos hermanos, Francisco, que paso siete años y medio de prisión y un año de destierro y Bartolomé, que fue pronto liberado. Sin embargo, en marzo de 1938, año y medio después de su detención, Gabriel fue juzgado en un proceso sumarísimo —donde no estuvo presente ni pudo ejercer su defensa— por un consejo de guerra que le condenó a muerte, siendo fusilado en las tapias del cementerio de Inca el 2 de julio de ese año. Esta ejecución, junto con la de Lorenzo Beltran, otro redactor del diario Avance, conmovió a la población. Heinz Kraschusky, un pacifista alemán y destacado opositor al nazismo, que se va exilió en Mallorca en 1932, le dedicó un capítulo, junto a sus hermanos Francesc y Bartomeu, en el libro "Memòries a les presons de la guerra civil a Mallorca".
Una calle en el ensanche de Inca lleva su nombre y en 2003, en su memoria, el ateneo de Inca fue rebautizado como Ateneu Gabriel Buades.